# Гней Сентий Сатурнин (консул 4 г.)
Вижте пояснителната страница за други личности с името Сатурнин.
Вижте пояснителната страница за други личности с името Гней Сентий Сатурнин.
Гней Сентий Сатурнин (на латински: Gnaeus Sentius Saturninus) e римски политик в началото на 1 век.

## Биография
Сатурнин е син на Гай Сентий Сатурнин (консул 19 пр.н.е.) и брат на Гай Сентий Сатурнин (консул 4 г.). Той е баща на Гней Сентий Сатурнин, (консул 41 г.).
През 4 г. Сатурнин става суфектконсул и придружава по-късно Германик в Сирия. След неговата смърт той поема през 19 г. управлението на провинцията от Гней Калпурний Пизон, вероятният убиец на Германик. Сатурнин остава в Сирия до 21 г.